# Джон Фінн
Джон Фінн (30 вересня 1952) — американський характерний актор. Один із головних персонажів телесеріалів «Мертва справа» та «EZ Streets».
Походить з американо-ірландської родини (його дідусь був родом з графства Клер); виріс в Бронксі. Походив військову службу у військово-морському флоті США. Роками вивчав мову предків і досконало оволодів ірландською. Був спортивним оглядачем видань «Irish Independent» та «Irish Voice». В Нью-Йорку грав у виставах — зокрема Грехема Ріда.

## Дещо з фільмографії
Зрежисував короткометражку «Hoist Away» (1996).

### Фільми та серіали
| Рік       | Назва                                                                                                   | Роль                                       |
| --------- | --- | ------------------------------------------ |
| 1979      | B.J. і ведмідь B.J. and the Bear                                                                        | Форман                                     |
| 1980      | Rage!                                                                                                   | Чоловік С                                  |
| 1982      | Неймовірний Халк The Incredible Hulk                                                                    | Механік                                    |
| 1982      | Слава Fame                                                                                              | Поліцейський-водій                         |
| 1982      | The Fall Guy                                                                                            | Блікер; Пет                                |
| 1984      | Хрещений батько Гринвіч-Вілледж The Pope of Greenwich Village                                           | Гінті                                      |
| 1984      | Death Mask                                                                                              | Репортер                                   |
| 1987      | Leg Work                                                                                                | Клаусон                                    |
| 1987      | Спенсер: Для найму Spenser: For Hire                                                                    | Монро / Кен Грін                           |
| 1988      | Alone in the Neon Jungle                                                                                | Алан Бенсон                                |
| 1988      | Поліція Маямі Miami Vice                                                                                | Чарльз Гетч                                |
| 1988      | Shakedown                                                                                               | Бартендер                                  |
| 1989      | Tattingers                                                                                              | пілот                                      |
| 1989      | A Man Called Hawk                                                                                       |                                            |
| 1989      | Слава Glory                                                                                             | Сержант Малкахі                            |
| 1990      | Холості постріли Loose Cannons                                                                          | поліцейський                               |
| 1990      | Удар по системі A Shock to the System                                                                   | мотормен                                   |
| 1990      | Часи відчаю Desperate Hours                                                                             | Лексінгтон                                 |
| 1990      | Закон і порядок Law & Order                                                                             | Фредо Парісі                               |
| 1991      | Чорний жовтень Cover Up                                                                                 | Джеф Купер                                 |
| 1991      | Posing: Inspired by Three Real Stories                                                                  |                                            |
| 1992      | Весела компанія Cheers                                                                                  | Мітч Ганзел                                |
| 1992      | Квантовий стрибок Quantum Leap                                                                          | адмірал Спенсер                            |
| 1992      | Метлок Matlock                                                                                          | шериф Деві                                 |
| 1992      | Вулиці правосуддя Street Justice                                                                        |                                            |
| 1992      | Lady Against the Odds                                                                                   | лейтенант Доннеллі                         |
| 1992      | Живий пісок: нема втечі Quicksand: No Escape                                                            | детектив Гріффіт                           |
| 1992      | Mario and the Mob                                                                                       |                                            |
| 1992      | Громадянин Кон Citizen Cohn                                                                             | Чарльз Поттер                              |
| 1992      | Flying Blind                                                                                            | Рікман                                     |
| 1993      | Нема куди тікати Nowhere to Run                                                                         | поліцейський                               |
| 1993      | Скелелаз Cliffhanger                                                                                    | агент Майклс                               |
| 1993      | Шлях Карліто Carlito's Way                                                                              | Дункан                                     |
| 1993      | Джеронімо: Американська легенда Geronimo: An American Legend                                            | капітан Гентіг                             |
| 1993      | Справа пеліканів The Pelican Brief                                                                      | Метью Барр                                 |
| 1993      | Фрейзер Frasier                                                                                         | Тім                                        |
| 1994      | Бути людиною Being Human                                                                                | Детектив Кобб                              |
| 1994      | Зметені вогнем Blown Away                                                                               | Капітан Роарк                              |
| 1994      | Морські пригоди seaQuest DSV                                                                            | Лейтенант Шредер                           |
| 1994-1995 | Чиказька надія Chicago Hope                                                                             | Тревор Філберн                             |
| 1995-2001 | Поліція Нью-Йорка NYPD Blue                                                                             | Джиммі Макелрой; Джон Шеннон; Джиммі Метло |
| 1995      | Runway One                                                                                              | Лейтенант Ван Дамм                         |
| 1995      | Трумен (Truman)                                                                                         | Боб Ганнеган                               |
| 1995      | Клієнт (The Client)                                                                                     | Вайт Калхун                                |
| 1995      | Murderous Intent                                                                                        |                                            |
| 1996      | Мерія City Hall                                                                                         | Комісіонер Конан                           |
| 1996      | Hoist Away                                                                                              |                                            |
| 1996      | Військово-юридична служба JAG                                                                           | Майор Клейн                                |
| 1996      | Gone in the Night                                                                                       | Геррі Гарбін                               |
| 1996      | Детектив Неш Бріджес Nash Bridges                                                                       | агент Елліот Роуз                          |
| 1996      | Божевільний кінь (Crazy Horse)                                                                          | генерал Крук                               |
| 1996-1997 | EZ Streets                                                                                              | капітан Гері                               |
| 1997      | Обіцяна земля (Promised Land)                                                                           |                                            |
| 1997      | Турбулентність Turbulence                                                                               | агент ФБР Френк Сінклейр                   |
| 1997      | Троянська війна Trojan War                                                                              | Бен Кімбл                                  |
| 1997      | Мілленіум Millennium                                                                                    | Вільям Геррі                               |
| 1997      | Вторгнення Invasion                                                                                     | полковник Браун                            |
| 1997      | Гравці (Players)                                                                                        | лейтенант Майк Гарпер                      |
| 1997-1999 | Цілком таємно The X-Files                                                                               | Майкл Крічгау                              |
| 1998      | Brooklyn juh                                                                                            | Рей Макелвейн                              |
| 1999      | Дивний світ Strange World                                                                               | Річард Гоффман                             |
| 1999      | Справжній злочин True Crime                                                                             | Ріді                                       |
| 1999      | Атомний поїзд Atomic Train                                                                              | Воллі Фастер                               |
| 1999      | Seasons of Love                                                                                         | Горм Шрадер                                |
| 1999-2003 | Затока Доусона Dawson's Creek                                                                           | Джон Віттер                                |
| 2000      | Практика The Practice                                                                                   | детектив Генрі Докс                        |
| 2000      | У глухому куті Deadlocked                                                                               | Джек Фіскю                                 |
| 2000      | Червоні відблиски ракети Rocket's Red Glare                                                             | Ваятт Клейборн                             |
| 2001      | Покрий мене: засновано на справжньому житті сім'ї ФБР Cover Me: Based on the True Life of an FBI Family | Натан Марстон                              |
| 2001      | Philly                                                                                                  | Френк Магвайр                              |
| 2002      | Аналізуючи те Analyze That                                                                              | Річард Чепін                               |
| 2002      | Впіймай мене, якщо зможеш Catch Me If You Can                                                           |                                            |
| 2002      | Без сліду Without a Trace                                                                               | Абнер Гаррінгтон                           |
| 2002      | Shadow Realm                                                                                            | Мелоні                                     |
| 2002      | Thieves                                                                                                 | Джордж Лізер                               |
| 2003      | Загнаний The Hunted                                                                                     | Тед Ченовет                                |
| 2003      | Заплямована репутація The Human Stain                                                                   | Луї Бореро                                 |
| 2003-2010 | Мертва справа Cold Case                                                                                 | Джон Стіллман                              |
| 2006      | Property                                                                                                | Оповідач                                   |
| 2011      | NCIS: Полювання на вбивць NCIS                                                                          | Чарльз Т. Еллісон                          |
| 2012      | Блакитна кров Blue Bloods                                                                               | Девід Каммінгс                             |
| 2012      | Форс-мажори Suits                                                                                       | Лоуренс Кемп                               |
| 2012      | Батьківщина Homeland                                                                                    | Рекс Геннінг                               |
| 2013      | Рятувальник The Lifeguard                                                                               | Великий Джейсон                            |
| 2013      | Golden Boy                                                                                              | Ед Маккензі                                |
| 2014      | Подарунок ірландською An Bronntanas; англійською The Gift                                               | Сін Ог                                     |
| 2014      | Вір Believe                                                                                             |                                            |
| 2014      | Державний секретар Madam Secretary                                                                      | Аллен Боллінгс                             |
| 2014      | Wall Street                                                                                             | Ріттер                                     |
| 2015      | Чорний список The Blacklist                                                                             | Річард Деннер                              |
| 2016      | Елементарно Elementary                                                                                  | Нейл Деннон                                |
| 2016      | Гарна дружина The Good Wife                                                                             | Орен Клірі                                 |
| 2016      | Корона The Crown                                                                                        | Артур Генкок                               |
| 2017      | Обдарована Gifted                                                                                       | Обрі Хігсміт                               |
| 2017      | Сумнів Doubt                                                                                            | Дон Вілсон                                 |
| 2018      | Бент Bent                                                                                               | Дрісколл                                   |
| 2018-2020 | Ходячі мерці The Walking Dead                                                                           | Ерл Саттон                                 |
| 2018      | Ворог всередині The Enemy Within                                                                        | Річард Брегман                             |
| 2019      | Пограбування Стіва Макквіна Finding Steve McQueen                                                       | Марк Фелт                                  |
| 2019      | До зірок Ad Astra                                                                                       | Бригадир-генерал Строуд                    |
| 2019      | Saved Rounds                                                                                            |                                            |
| 2019      | Найгучніший голос The Loudest Voice                                                                     | Джек Велч                                  |
| 2019      | Корона The Crown                                                                                        | Артур Генкок                               |
| 2021      | Республіка Сара The Republic Of Sarah                                                                   |                                            |